# Geschiebe

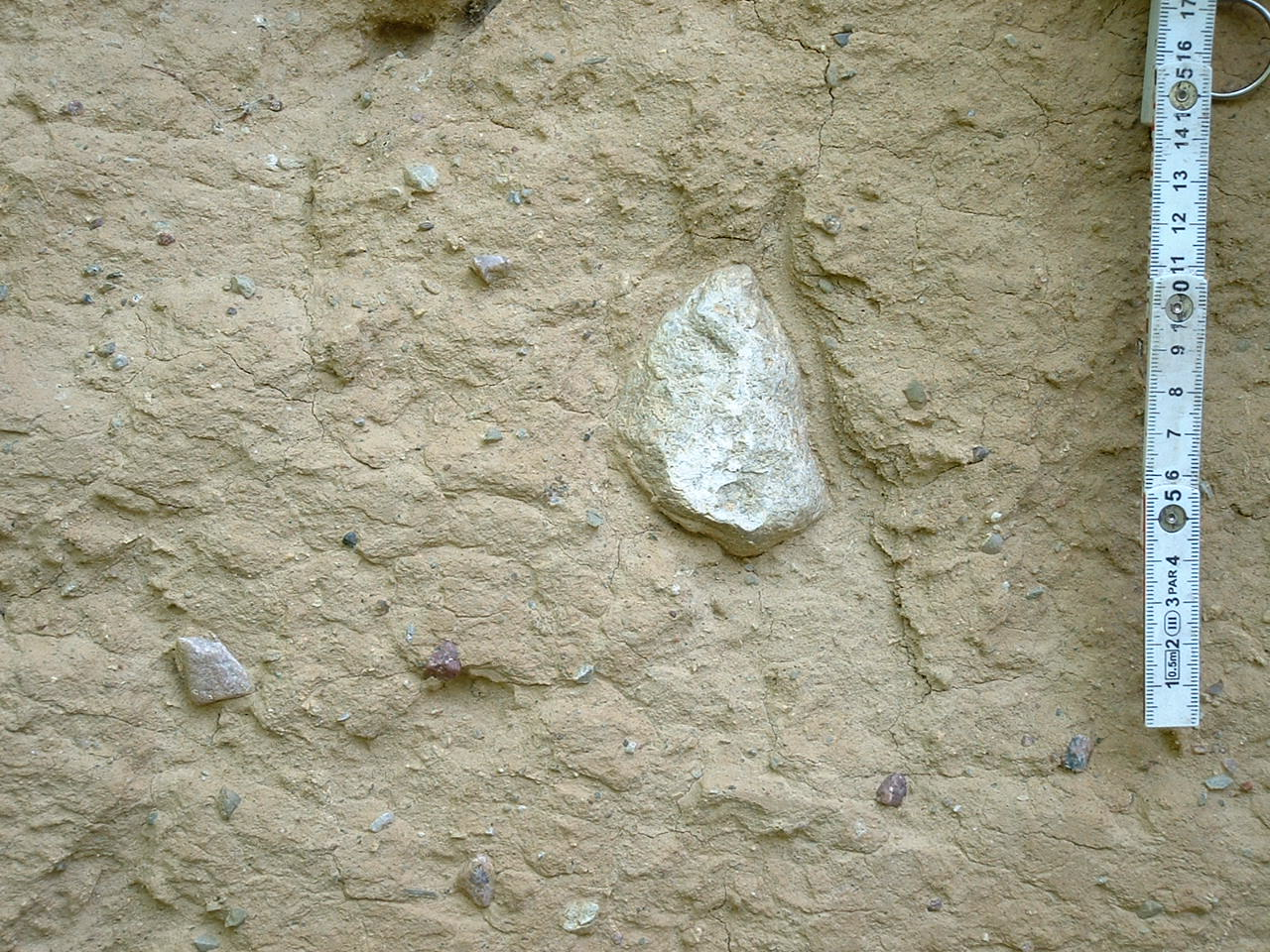
Geschiebemergel mit darin eingestreuten Geschieben; Aufschluss bei Stolpe

Als Geschiebe bezeichnet man in den Geowissenschaften das Gesteinsmaterial, das von einem Gletscher transportiert worden ist. In der Limnologie und im Wasserbau versteht man unter Geschiebe die von einem Fließgewässer an seinem Grund transportierten Feststoffe, nicht jedoch die in der Wassersäule schwebenden.

## Fachbegriff der Geowissenschaften

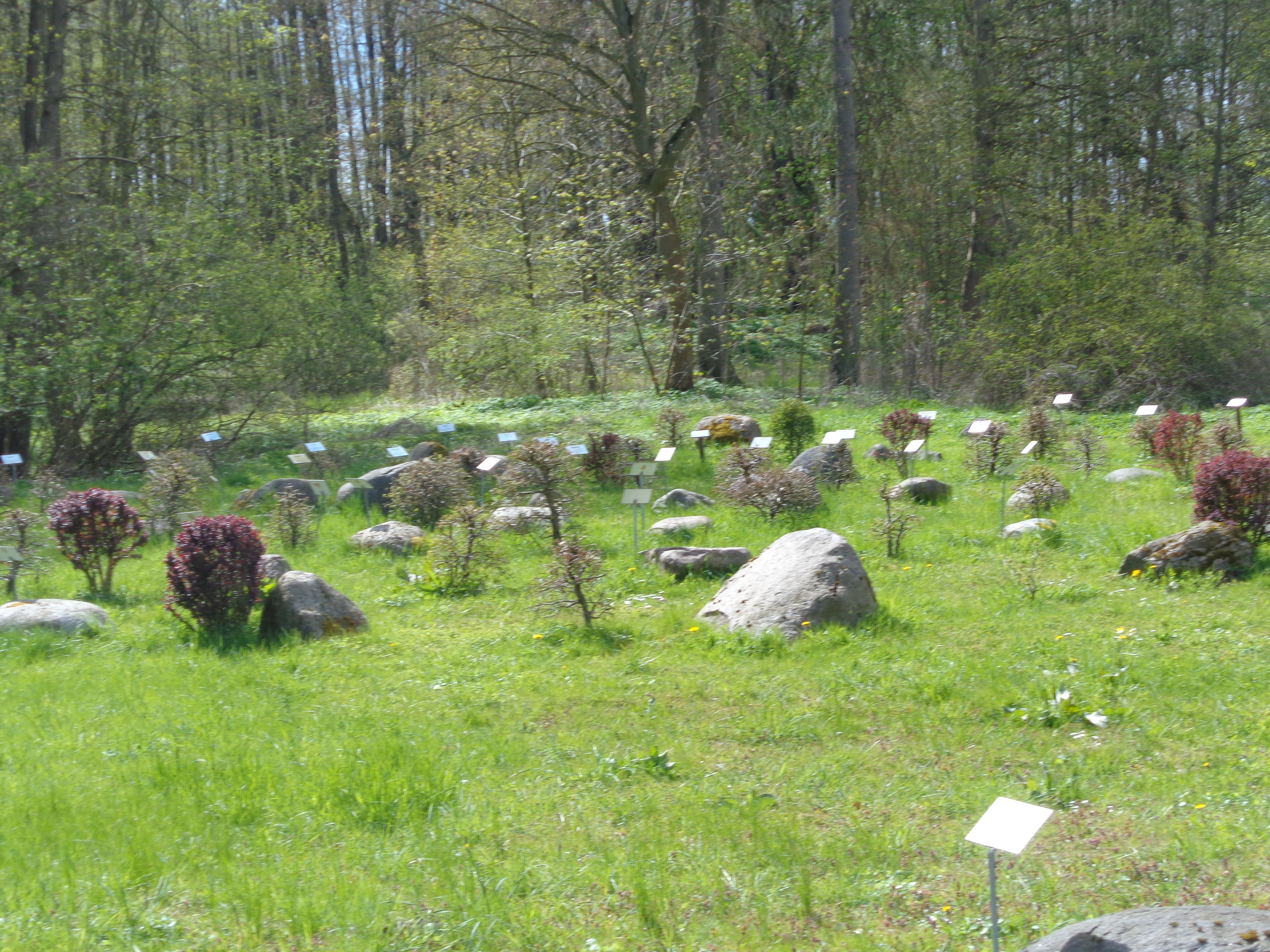
Steingarten vor Burg Grubenhagen (Vollrathsruhe)

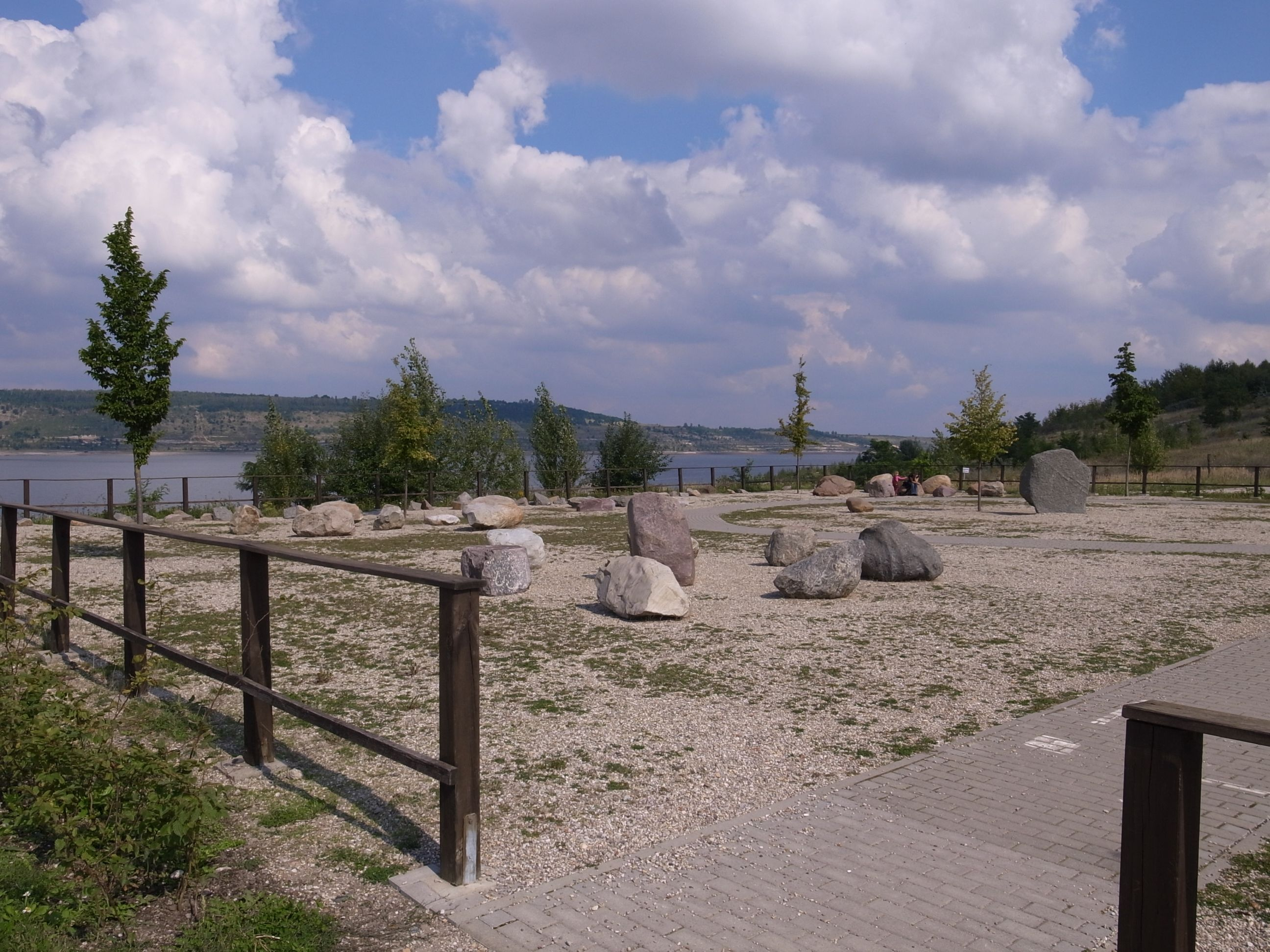
Geschiebegarten am Geiseltalsee

In der Geologie und der Geographie ist die Definition des Geschiebes beschränkt auf glazigene Sedimente. Das von Gletschern abgelagerte Gesteinsmaterial bildet im unverfestigten Zustand Geschiebemergel (karbonathaltig) und -lehm (karbonatfrei) oder, zu Festgestein umgewandelt, Tillite. Das gröbere Material innerhalb dieser Ablagerungen wird als Geschiebe (engl.: glacial erratic boulder) bezeichnet. Es weist infolge des Eistransports vielfach charakteristische Schrammen (Gletscherschrammen) auf und wird dann gekritztes Geschiebe genannt. Vom Gletscher transportiertes Geschiebe ist meist nur kantengerundet. Große Geschiebe (mehr als 1 m³) bezeichnet man als Findlinge.

### Geschiebetypen
Die Geschiebekunde befasst sich intensiv mit dem einzelnen Gestein, dessen Entstehungs- und Herkunftsgeschichte. Dabei unterscheidet sie zwischen Sedimentärgeschieben (aus Ablagerungsgesteinen) und Kristallingeschieben (aus magmatischen und metamorphen Gesteinen).
Bei Findlingen nordeuropäischer Herkunft handelt es sich meist um magmatische Gesteine, wie Granit, oder um metamorphe Gesteine. Sedimentgesteine sind, auch auf Grund geringerer Widerständigkeit, deutlich seltener. Geschiebe von Gesteinstypen, die unverwechselbare Merkmale aufweisen und in Skandinavien nur in einer Gegend vorkommen, bezeichnet man als „Leitgeschiebe“.
Typische Gesteine sind:
- Magmatite:
  - Rapakiwi-Granit (Åland-Rapakiwi vom Åland-Archipel in der nördlichen Ostsee)
  - Brauner Ostsee-Quarzporphyr vom Grund der Ostsee südöstlich von Stockholm
  - Bredvad-Porphyr als Vertreter der Dala-Porphyre aus Dalarna in Mittelschweden
  - Rhombenporphyr aus dem Oslogebiet in Norwegen
  - Småland-Granite und -Porphyre
  - Schonen-Basalt aus der südschwedischen Region Schonen

- Sedimentite
  - Dalarna-Sandstein
  - Dolomit
  - Grauer Kalkstein
  - Kalmarsund-Sandstein
  - Roter Kalkstein
  - Scolithen-Sandstein

- Metamorphite
  - Verschiedene Typen von Gneisen
  - Migmatite
  - Amphibolite

Im nördlichen Mitteleuropa stammen fast alle Geschiebearten aus Skandinavien oder dem Ostseebecken, da in Norddeutschland, Dänemark oder Nordpolen Festgesteine nur in wenigen, kleinen Arealen an der Oberfläche ausstreichen. Geschiebe aus diesen Vorkommen findet man vorwiegend in der Nähe des Anstehenden. Solche sogenannten Lokalgeschiebe sind das Holsteiner Gestein, der Sternberger Kuchen oder das Heiligenhafener Gestein.
An der Erdoberfläche liegende Geschiebe wurden durch vom Wind verdrifteten Sand geschliffen. Es bildeten sich die charakteristischen Windkanter, besonders zahlreich im Altmoränenland.

### Auswertung und Verwendung

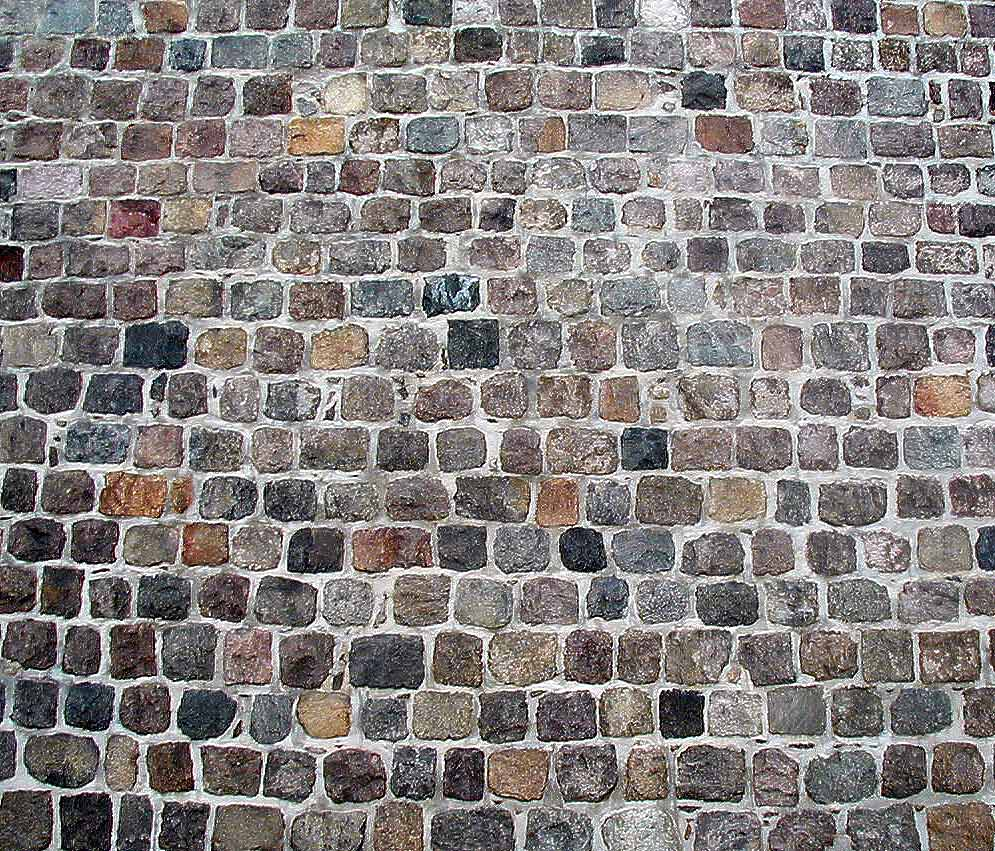
Kirchenmauer aus Geschieben in Angermünde

Eine besondere Kategorie innerhalb der Geschiebe bilden die Leitgeschiebe, deren Herkunftsgebiet eng begrenzt und genau bekannt ist. Sie erlauben dadurch Rückschlüsse auf den vom Eis zurückgelegten Weg. Typische Leitgeschiebe für das nördliche Mitteleuropa stammen aus Skandinavien, z. B. die Rhomben-Porphyre aus dem Gebiet um Oslo oder der Åland-Rapakiwi von den Ålandinseln in der Ostsee. In den Alpen ist z. B. der Julier-Granit ein Leitgeschiebe für den im Eiszeitalter auch über das heutige Einzugsgebiet hinaus geströmten Inngletscher (Transfluenz).
Die aus skandinavischen Sedimentärgeschieben geborgenen Fossilien entstammen meist Schichtfolgen, die in Deutschland nicht aufgeschlossen sind. Sie sind daher auch für Sammler wertvoll. Dazu gehören Trilobiten, Brachiopoden und Orthoceraten (Nautiloideen) aus Gesteinen des Erdaltertums. Viele fossile Arten sind bisher allein aus Geschieben bekannt, darunter das berühmte Xenusion aus dem Unterkambrium.
Glaziale Geschiebe werden im nördlichen Mitteleuropa von alters her als Baustein verwendet. Ihre Nutzung begann in prähistorischer Zeit mit der Errichtung der Hünengräber. Im Mittelalter wurden zahlreiche Kirchen, aber auch Profanbauten aus Geschieben (Feldsteinen) errichtet. In der Neuzeit verwendete man sie zur Pflasterung der Straßen. Aktuell sind Geschiebe im Garten- und Landschaftsbau beliebt. Seit 1990 entstanden zudem zahlreiche Geschiebegärten, in denen sehenswerte Geschiebe öffentlich ausgestellt sind.

## Fachbegriff der Limnologie und des Wasserbaus
In der ökologischen Gewässerkunde (Limnologie) und im Wasserbau werden durch Strömung transportierte Feststoffe, die sich gleitend, rollend oder springend auf der Gewässersohle bewegen, als Geschiebe oder Schleppfracht bezeichnet. Der Begriff bezieht sich vor allem – nicht ausschließlich – auf solche fluvialen Sedimente, die sich aktuell im Transportprozess befinden oder die nur vorübergehend zur Ruhe gekommen sind. Dabei wird mit dem Begriff Geschiebetrieb die Geschiebemasse bezeichnet, die pro Sekunde in einem ein Meter breiten Gewässerabschnitt transportiert wird (in {\displaystyle \textstyle {\frac {kg}{m\cdot s}}}).
Der in der Bedeutung ähnliche geowissenschaftliche Begriff Schotter bezieht sich dagegen mehr – ebenfalls nicht ausschließlich – auf dauerhaft abgelagertes fluviales Sediment.
Die Sedimentfracht eines Flusses besteht neben dem Geschiebe aus der schwebend transportierten Suspensionsfracht und der Lösungsfracht. Die Korngröße, die die Grenze der sohlennahen Schwebfracht zum Geschiebe darstellt, ist von der Strömungsgeschwindigkeit an der Gewässersohle abhängig, die wiederum bestimmte Kräfteverhältnisse von Schwerkraft und Massenträgheit mit sich bringt. Es hat sich gezeigt, dass die Froudesche Zahl, die diese Verhältnisse beschreibt, annähernd die Grenze beschreibt, ab der ein Korn sich wie Geschiebe verhält (< 19) oder vom Wasser schwebend mitgeführt wird (> 19).
Durch die gegenseitige Reibung der Gerölle sind Flussgeschiebe gut bis sehr gut gerundet und werden flussabwärts korngrößenmäßig immer kleiner.